# Sant Jaume de Queixàs
Sant Jaume de Queixàs és l'església parroquial del poble rossellonès de Queixàs, cap de la comuna del mateix nom, a la Catalunya del Nord.
En un municipi de població fortament dispersa en diversos nuclis, l'església de Sant Jaume està situada paret per paret amb la Casa del Comú, a un quilòmetre a l'est de la primitiva església romànica del poble.

## Història
L'antiga església parroquial de Sant Cugat, ara de Sant Marc, és esmentada ja el 1271 (eccl. S. Jacobi et Cucuphati de Quaxas), i hauria estat deixada de banda quan la població començà a baixar del turó on estava construïda per establir-se a terrenys més planers.
Sant Jaume va ser construïda al segle XV però profundament restaurada en època moderna. És una petita edificació de nau única, rematada per un campanar d'espadanya d'una obertura. Està decorada amb interessants retaules barrocs, un dels quals restaurat el 1878, així com un Crist del segle xvii i un bust-relicari amb relíquies dels segles xvii i XVIII.